# Leucochrysa mainerina
Leucochrysa mainerina är en insektsart som först beskrevs av Navás 1929.  Leucochrysa mainerina ingår i släktet Leucochrysa och familjen guldögonsländor. Inga underarter finns listade i Catalogue of Life.